# Estrée-Cauchy
Estrée-Cauchy est une commune française située dans le département du Pas-de-Calais en région Hauts-de-France. Ses habitants sont appelés les Estréens.
La commune fait partie de la communauté d'agglomération de Béthune-Bruay, Artois-Lys Romane qui regroupe 100 communes et compte 275 327 habitants en 2021.

## Géographie

### Localisation
Localisée dans le sud-est du département du Pas-de-Calais, Estrée-Cauchy est une commune située, à vol d'oiseau, à 9 km au sud-est de la commune de Bruay-la-Buissière, à 14 km au sud de la commune de Béthune (chef-lieu d'arrondissement) et à 17 km au nord-ouest de la commune d'Arras (aire d'attraction).
Le territoire de la commune est limitrophe de ceux de six communes.
Les communes limitrophes sont  Camblain-l'Abbé, Cambligneul, Caucourt, Fresnicourt-le-Dolmen, Gauchin-Légal et Servins.

### Géologie et relief
La superficie de la commune est de 3,89 km2 ; son altitude varie de 118  à   171 m.

### Hydrographie
La commune est située dans le bassin Artois-Picardie. Elle n'est drainée par aucun cours d'eau,.

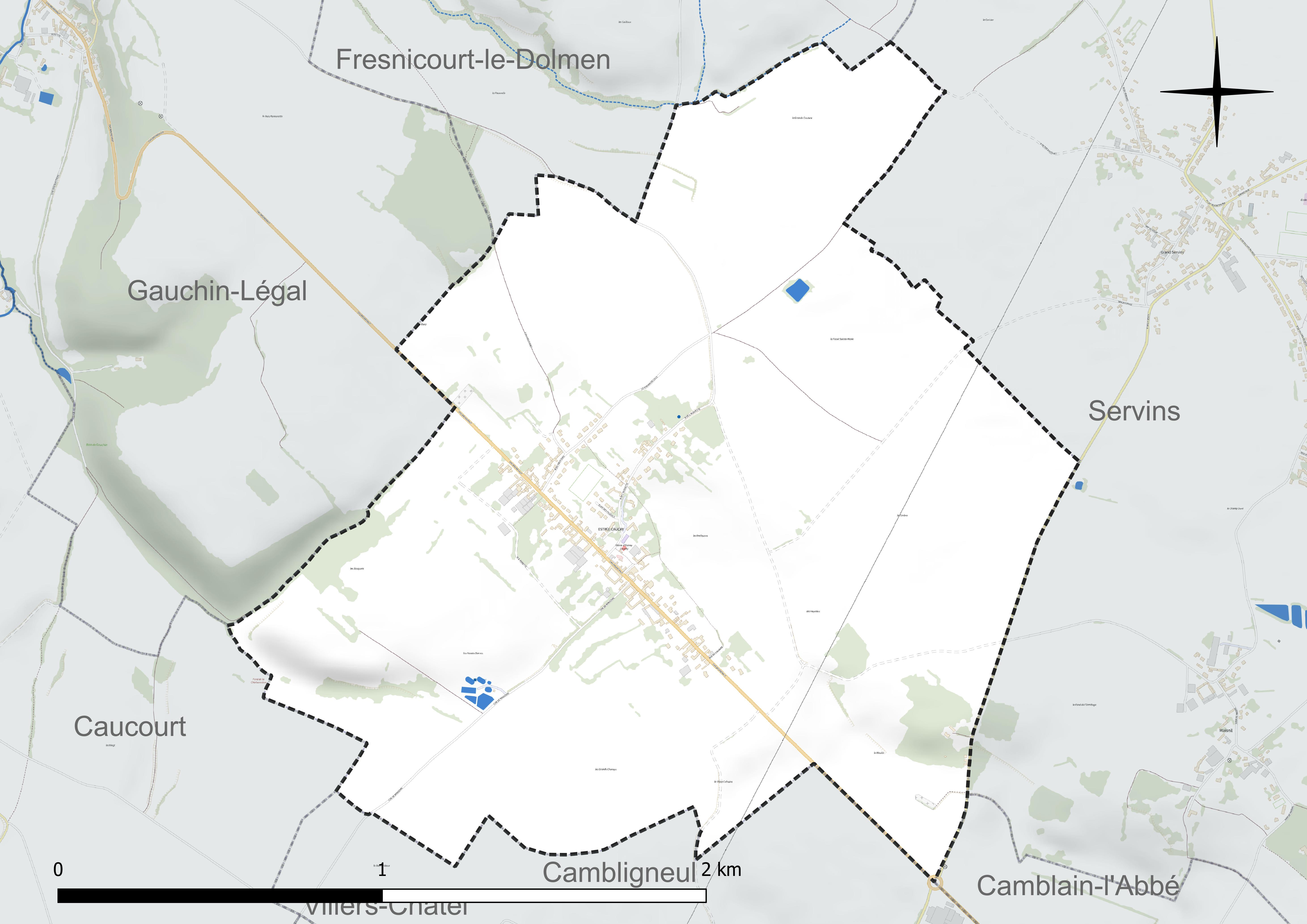
Réseau hydrographique d'Estrée-Cauchy.

### Climat
Pour des articles plus généraux, voir Climat des Hauts-de-France et Climat du Pas-de-Calais.
En 2010, le climat de la commune est de type climat des marges montargnardes, selon une étude du CNRS s'appuyant sur une série de données couvrant la période 1971-2000. En 2020, Météo-France publie une typologie des climats de la France métropolitaine dans laquelle la commune est exposée à un climat océanique et est dans la région climatique Côtes de la Manche orientale, caractérisée par un faible ensoleillement (1 550 h/an) ; forte humidité de l'air (plus de 20 h/jour avec humidité relative > 80 % en hiver), vents forts fréquents.
Pour la période 1971-2000, la température annuelle moyenne est de 10 °C, avec une amplitude thermique annuelle de 13,9 °C. Le cumul annuel moyen de précipitations est de 858 mm, avec 12,8 jours de précipitations en janvier et 9,4 jours en juillet. Pour la période 1991-2020, la température moyenne annuelle observée sur la station météorologique la plus proche, située sur la commune de Lillers à 21 km à vol d'oiseau, est de 11,1 °C et le cumul annuel moyen de précipitations est de 731,5 mm,. Pour l'avenir, les paramètres climatiques de la commune estimés pour 2050 selon différents scénarios d'émission de gaz à effet de serre sont consultables sur un site dédié publié par Météo-France en novembre 2022.

### Milieux naturels et biodiversité

#### Espèces faunistiques et floristiques
Le site de l'Inventaire national du patrimoine naturel (INPN) recense 248 espèces faunistiques et floristiques sur le territoire de la commune dont 25 protégées et 8 taxons (espèces et sous-espèces) menacées et quasi-menacées.

## Urbanisme

### Typologie
Au 1er janvier 2024, Estrée-Cauchy est catégorisée commune rurale à habitat dispersé, selon la nouvelle grille communale de densité à sept niveaux définie par l'Insee en 2022.
Elle est située hors unité urbaine. Par ailleurs la commune fait partie de l'aire d'attraction d'Arras, dont elle est une commune de la couronne,. Cette aire, qui regroupe 163 communes, est catégorisée dans les aires de 50 000 à moins de 200 000 habitants,.

### Occupation des sols
L'occupation des sols de la commune, telle qu'elle ressort de la base de données européenne d'occupation biophysique des sols Corine Land Cover (CLC), est marquée par l'importance des territoires agricoles (93 % en 2018), une proportion identique à celle de 1990 (93 %). La répartition détaillée en 2018 est la suivante : 
terres arables (76,2 %), prairies (16,8 %), zones urbanisées (6,3 %), forêts (0,7 %). L'évolution de l'occupation des sols de la commune et de ses infrastructures peut être observée sur les différentes représentations cartographiques du territoire : la carte de Cassini (XVIIIe siècle), la carte d'état-major (1820-1866) et les cartes ou photos aériennes de l'IGN pour la période actuelle (1950 à aujourd'hui).

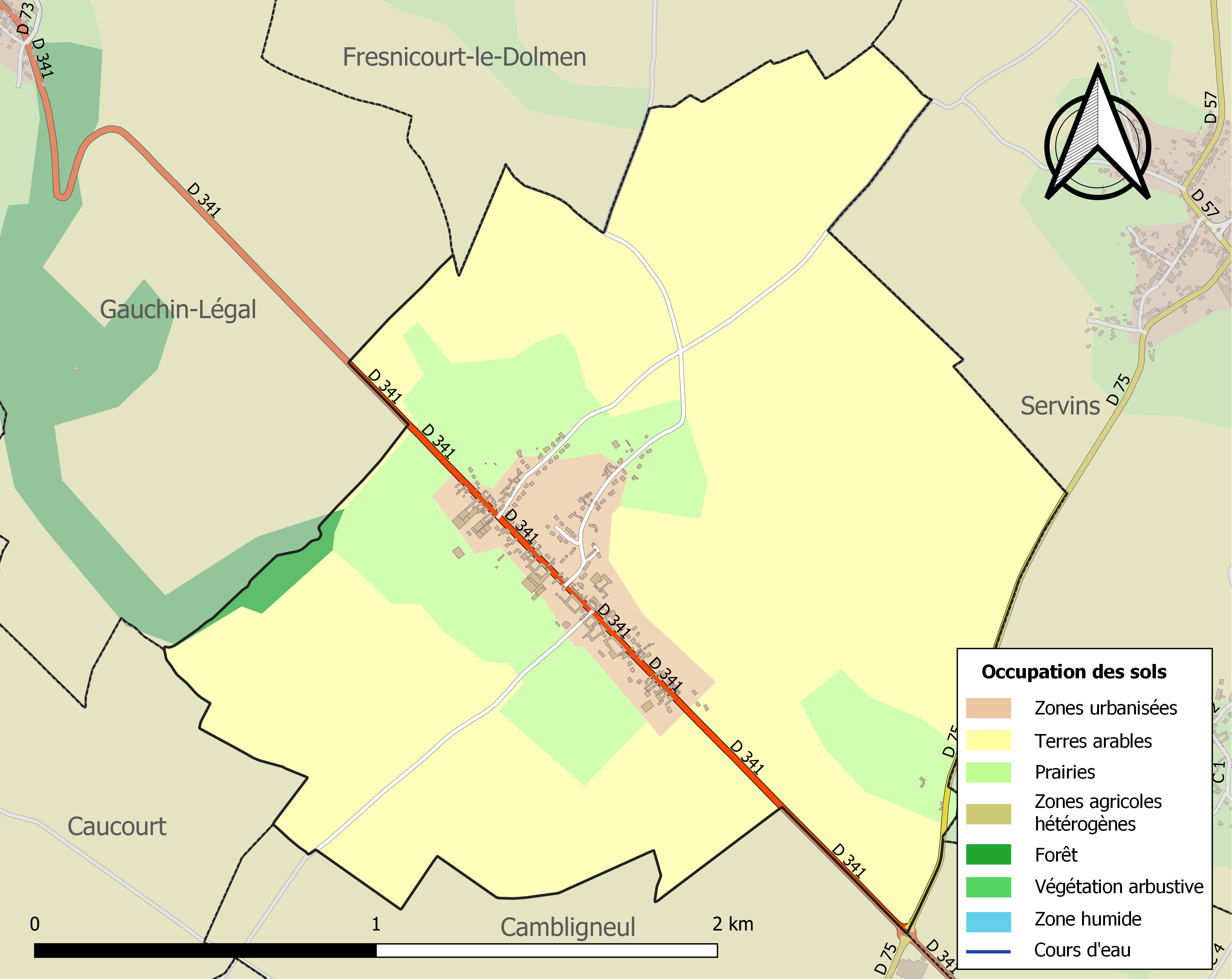
Carte des infrastructures et de l'occupation des sols de la commune en 2018 (CLC).

### Voies de communication et transports

#### Voies de communication
La commune est desservie par la route départementale D 341, appelée chaussée Brunehaut qui relie Sainte-Catherine et Saint-Martin-Boulogne.

#### Transport ferroviaire
La commune se trouve à 6 km, au nord, de la gare d'Aubigny-en-Artois, située sur la ligne d'Arras à Saint-Pol-sur-Ternoise, desservie par des trains TER Hauts-de-France.

## Toponymie

### Attestations anciennes
Le nom de la localité est attesté sous les formes Estrees en 1096 ; Strees de 1154 à 1159 ; Streies de 1168 à 1169 ; Stratæ in Calcheia au XIIIe siècle ; Estrées en le Cauchie en 1283 ; Estrées en la Chaucie en 1298 ; Estrées en le Caulchie en 1501 ; Estrées la Cauchie en 1501 ; Estrée-Cauchie en 1720 ; Cauchie-lès-Houdain en 1739, Estrées Cauchy en 1793 ; Estrée et Estrée-Cauchy depuis 1801..

### Étymologie
Le nom Estrées est un terme d'ancien français, issu du latin strata (via), qui désignait une « voie constituée de couches/strates d'empierrement », par opposition à rupta (via)  "rompue" / taillée dans la roche >d'où le mot "route". Il s'est conservé dans la plupart des langues romanes (cf. l'italien et le roumain strada) et a été emprunté par le germanique (cf. l'anglais street, l'allemand Straße et le néerlandais straat). Le mot estrée a disparu du français à la fin du Moyen Âge, mais il demeure dans un grand nombre de toponymes, particulièrement dans le nord de la France, signalant la proximité d'une voie romaine (dans le Midi, l'équivalent est "Estrade" ou "Lestrade").  Ici, il s'agit de la voie romaine, dite Chaussée Brunehaut, reliant Arras à Thérouanne, appelée aujourd'hui dans ces environs route départementale 341.
Cauchie est une variante picarde du français "chaussée". Toponyme issu du latin calceata.

## Histoire
Les premières traces archéologiques sont d'origine romaine avec notamment la découverte de plus de 20 000 pièces d'or romaines datant du IIIe siècle apr. J.-C. Il convient de noter qu'une occupation néolithique, puis gauloise (tribus gauloise des Atrébates) de la région, est prouvée sans que les traces ne se lisent à Estrée-Cauchy. L'occupation franque de la zone est avérée par la découverte de tombes mérovingiennes. Les guerres de religion opposant notamment France et Espagne aux XVIe et XVIIe siècles ont fait des ravages au sein de la commune, l'église Saint-Pierre fut notamment détruite à plusieurs reprises par les Français (l'Artois étant alors espagnol).
Lors de la Révolution, le seigneur Louis Ignace Josef de Baillencourt fut guillotiné. Son château fut par la suite détruit pour laisser place à l'actuelle mairie. En termes d'équipement agricole, il faut se souvenir de la présence de trois moulins à vent dont un était la possession de l'abbaye du Mont-Saint-Eloi au XVIe siècle. Notons également l'importance historique et religieuse de la croix en grès en bordure de la chaussée Brunehaut qui daterait du XVIe également. Le christ en bronze de celle-ci était avant 1883 en bois.

### Historique de l'église Saint Pierre
L'existence de l'église est avérée par les témoignages d'habitants lors d'une enquête fiscale au XVIe siècle. Détruite par trois fois en 1537, 1596 et 1640, il ne reste de la construction originelle que le soubassement en grès. Le clocher de l'église avait également une vocation défensive comme en témoigne l'existence ancienne d'une tour de garde et de nombreuses embrasures de tir.[réf. souhaitée]

## Politique et administration

### Découpage territorial
La commune se trouve dans l'arrondissement de Béthune du département du Pas-de-Calais, depuis 1801.

#### Commune et intercommunalités
La commune est membre de la communauté d'agglomération de Béthune-Bruay, Artois-Lys Romane.

#### Circonscriptions administratives
La commune est rattachée au canton de Bruay-la-Buissière. Avant le redécoupage cantonal de 2014, elle était, depuis 1801, rattachée au canton de Houdain.

#### Circonscriptions électorales
Pour l'élection des députés, la commune fait partie de la dixième circonscription du Pas-de-Calais.

### Élections municipales et communautaires

#### Liste des maires
| Période                                  | Période                       | Identité           | Étiquette | Qualité                          |
| ---------------------------------------- | ----------------------------- | ------------------ | --------- | -------------------------------- |
| Les données manquantes sont à compléter. |                               |                    |           |                                  |
| avant 1995                               | 1995                          | Albert Lambert     | PS        |                                  |
| mars 2001                                | mars 2008                     | Jean-Marie Molenda |           |                                  |
| mars 2008                                | 2020                          | Colette Buirette   |           | Réélue pour le mandat 2014-2020, |
| 3 juillet 2020                           | En cours (au 18 février 2022) | Dorothée Opigez    |           | Cadre de la fonction publique,   |

## Équipements et services publics

### Enseignement
La commune est située dans l'académie de Lille et dépend, pour les vacances scolaires, de la zone B.
La commune administre une école primaire.

### Justice, sécurité, secours et défense
La commune dépend du tribunal judiciaire de Béthune, du conseil de prud'hommes de Béthune, de la cour d'appel de Douai, du tribunal de commerce d'Arras, du tribunal administratif de Lille, de la cour administrative d'appel de Douai, du pôle nationalité du tribunal judiciaire de Béthune et du tribunal pour enfants de Béthune.

## Population et société

### Démographie
Les habitants sont appelés les Estréens.

#### Évolution démographique
L'évolution du nombre d'habitants est connue à travers les recensements de la population effectués dans la commune depuis 1793. Pour les communes de moins de 10 000 habitants, une enquête de recensement portant sur toute la population est réalisée tous les cinq ans, les populations de référence des années intermédiaires étant quant à elles estimées par interpolation ou extrapolation. Pour la commune, le premier recensement exhaustif entrant dans le cadre du nouveau dispositif a été réalisé en 2004.

En 2022, la commune comptait 353 habitants, en évolution de −6,37 % par rapport à 2016 (Pas-de-Calais : −0,72 %, France hors Mayotte : +2,11 %).
| 1793 | 1800 | 1806 | 1821 | 1831 | 1836 | 1841 | 1846 | 1851 |
| ---- | ---- | ---- | ---- | ---- | ---- | ---- | ---- | ---- |
| 330  | 340  | 314  | 362  | 361  | 350  | 361  | 356  | 372  |

| 1856 | 1861 | 1866 | 1872 | 1876 | 1881 | 1886 | 1891 | 1896 |
| ---- | ---- | ---- | ---- | ---- | ---- | ---- | ---- | ---- |
| 361  | 358  | 359  | 378  | 401  | 400  | 426  | 386  | 385  |

| 1901 | 1906 | 1911 | 1921 | 1926 | 1931 | 1936 | 1946 | 1954 |
| ---- | ---- | ---- | ---- | ---- | ---- | ---- | ---- | ---- |
| 396  | 377  | 416  | 407  | 363  | 369  | 373  | 328  | 322  |

| 1962 | 1968 | 1975 | 1982 | 1990 | 1999 | 2004 | 2006 | 2009 |
| ---- | ---- | ---- | ---- | ---- | ---- | ---- | ---- | ---- |
| 346  | 276  | 288  | 309  | 320  | 321  | 364  | 386  | 369  |

| 2014 | 2019 | 2022 | - | - | - | - | - | - |
| ---- | ---- | ---- | - | - | - | - | - | - |
| 375  | 364  | 353  | - | - | - | - | - | - |

#### Pyramide des âges
En 2018, le taux de personnes d'un âge inférieur à 30 ans s'élève à 35,7 %, soit en dessous de la moyenne départementale (36,7 %). De même, le taux de personnes d'âge supérieur à 60 ans est de 21,7 % la même année, alors qu'il est de 24,9 % au niveau départemental.
En 2018, la commune comptait 185 hommes pour 183 femmes, soit un taux de 50,27 % d'hommes, légèrement supérieur au taux départemental (48,5 %).
Les pyramides des âges de la commune et du département s'établissent comme suit.
| Hommes | Classe d’âge | Femmes |
| ------ | ------------ | ------ |
| 0,5    | 90 ou +      | 1,1    |
| 7,1    | 75-89 ans    | 4,4    |
| 16,4   | 60-74 ans    | 13,8   |
| 20,2   | 45-59 ans    | 19,3   |
| 19,7   | 30-44 ans    | 26,0   |
| 14,2   | 15-29 ans    | 11,0   |
| 21,9   | 0-14 ans     | 24,3   |

| Hommes | Classe d’âge | Femmes |
| ------ | ------------ | ------ |
| 0,5    | 90 ou +      | 1,6    |
| 5,6    | 75-89 ans    | 8,9    |
| 16,7   | 60-74 ans    | 18,1   |
| 20,2   | 45-59 ans    | 19,2   |
| 18,9   | 30-44 ans    | 18,1   |
| 18,2   | 15-29 ans    | 16,2   |
| 19,9   | 0-14 ans     | 17,9   |

## Culture locale et patrimoine

### Lieux et monuments
- L'église Saint-Pierre. Cette église fortifiée, détruite à trois reprises lors des guerres de religion, ne garde de sa construction d'origine que son soubassement en grès[34]. Elle héberge un élément patrimonial, le calice, répertorié dans la base Palissy, classé au titre d'objet des monuments historiques[35].
- « Esmanuelle » : l'ancienne cloche qui date du XVIIIe siècle est exposée à quelques pas du clocher.
- Sur le site du château qui appartenait à la famille de Baillencourt, ont été construites la mairie (XIXe siècle) et deux fermes. L'une d'elles comprend un pigeonnier datant de la fin du XVIIe siècle mais a été détruite à la fin des années 1990.
- La croix de grès (sur la chaussée Brunehaut) présente les mêmes caractéristiques que celle de Verdrel et date du XVIe siècle.
- Le monument aux morts[36].

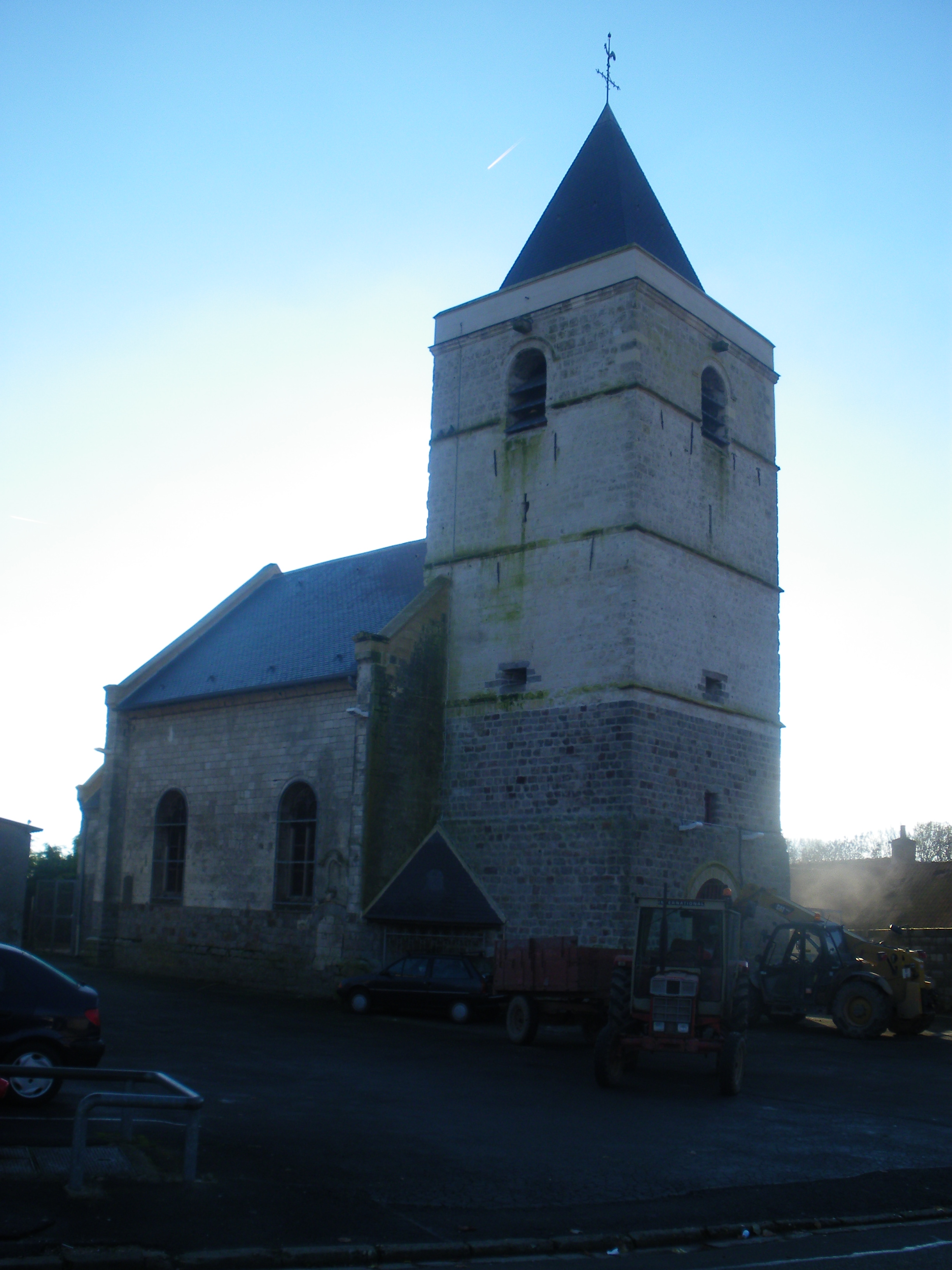
L'église Saint-Pierre.
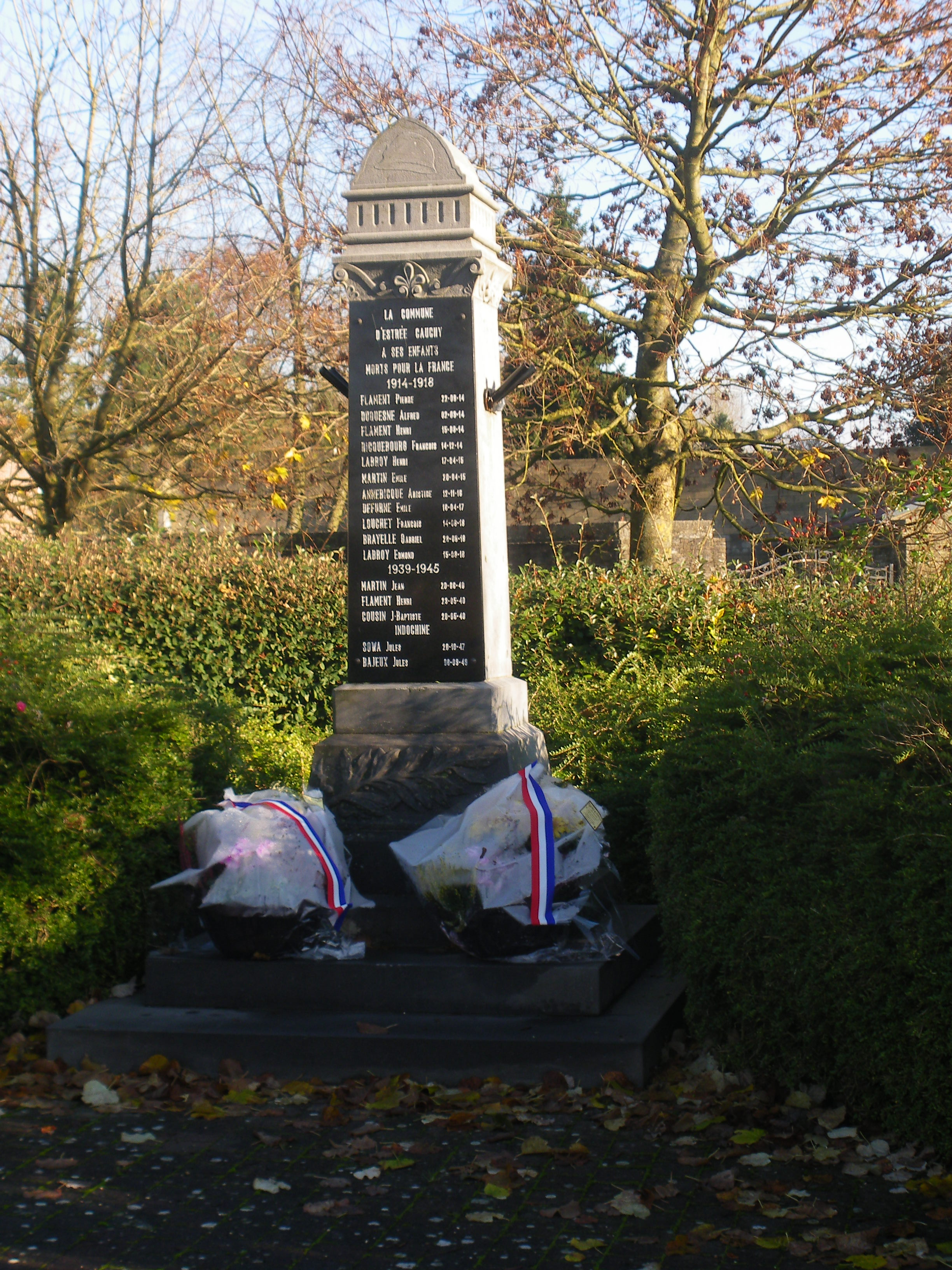
Le monument aux morts.

### Héraldique
| Blason de Estrée-Cauchy | Blason  | D'argent fretté de sable ; au chef d'or chargé de trois merlettes de sable. |
| Blason de Estrée-Cauchy | Détails | Le statut officiel du blason reste à déterminer.                            |

## Pour approfondir

#### Bases de données, dictionnaires et encyclopédies
- Ressources relatives à la géographie :   - Insee (communes)
  - Ldh/EHESS/Cassini
- Ressource relative à plusieurs domaines :   - Annuaire du service public français
- Notices d'autorité :   - BnF (données)